# Adenodolichos anchietae
Adenodolichos anchietae är en ärtväxtart som först beskrevs av William Philip Hiern, och fick sitt nu gällande namn av Hermann August Theodor Harms. Adenodolichos anchietae ingår i släktet Adenodolichos och familjen ärtväxter. Inga underarter finns listade i Catalogue of Life.